# 許家真靈殿
許家真靈殿或港仔尾真靈殿，昔稱靈應宮、真君殿。臺灣澎湖縣廟宇，位於湖西鄉許家村（舊作港尾村），主祀「慈濟真君」許遜。法師流派為「普庵派」。:241

## 沿革
許家村位於澎湖灣內海海濱，清領時期屬「鼎灣澳」，因村落西北方海域有一條蜿蜒的海溝，沿途能經往白沙鄉的大倉嶼、吼門水道，對應海溝入口處的潭邊村古名「港仔頭」，許家村位於水路窄而淺的末端，故舊稱為「港仔尾」或「港子尾」。:169
許家村真靈殿建廟於乾隆44年（公元1779年），廟址正座落於湖西鄉內海域臨濱海處，最初祭祀的神明為福德正神。清領時期的光緒九年（1884年）尚載有修建土地公祠的紀錄。光緒16年（1889年），許自溪赴福建莆田湄洲普濟真顯宮，延請許府真君爐丹塑像返港仔尾，許府真君原型為晉代的許遜，因港仔尾村民亦以許姓為大宗，此後便奉同宗姓氏的許遜為地方廟宇的主神，原土地公祠也改作「靈應宮」。
第二次世界大戰後，靈應宮增祀玄天上帝和文衡帝君。民國60年（1971年），許保安擔任廟宇主任委員任內展開重建工程，重建期間將行臺駐蹕於同村的許家港元寺，蒙旅台鄉親許德明、許銅、許德受等兄弟捐獻約三十坪的廟地，新廟順利於民國62年（1973年）落成，同年10月6日入火，總共斥資新台幣八十餘萬元，即為現貌。廟名也從「靈應宮」更易成「真靈殿」。原本安奉於港元寺的金府千歲、三官大帝另下諭示，自此改駐真靈殿。
民國75年（1986年），韋恩颱風侵襲澎湖群島，真靈殿受損，復於翌年修復。
民國106年（2017年），許家村民鑑於廟宇漸趨老舊，乃倡議重建，並於民國108年（2019年）動工出火、民國110年（2021年）建築合脊，在民國111年（2022年）元月16日舉辦入火儀式，竣工啟用。

## 習俗
許家真靈殿和鄰近鼎灣開帝殿、鼎灣永安宮關係密切，自古即有聯合鎮五營的傳統，三廟互為交陪，但凡任一宮廟有慶典，其他兩間廟宇皆會遣派神轎與會慶賀。此外，每年約在元宵節過後，三間廟宇將會一同擲筶擇定即日，遣派旗手與涼傘開道，出動村中神轎、陣頭、樂隊，與舉行全境的祈福繞境，象徵三村的百年情誼。
過去舉凡跳涼傘和轎夫悉由村中壯丁擔任，但近年因人口外移嚴重，女性現時亦可參與，又因應男丁不足，特別商請國軍弟兄充任抬轎班底，業已行之有年。

## 楹聯
許家真靈殿撰於殿內各處的對聯，茲列如下：:252-253
- 主神龕柱聯：「慈令宰旌陽學道愛民咸稱善政」、「濟人臨海嵩施恩布惠共仰真君」
- 後點金柱後柱聯（圓形）：「聖德長存萬古忠心昭日月」、「帝威永著千秋義勇壯山河」
- 後點金柱前柱聯（八角形）：「玄法無邊展怪驅魔司北極」、「天心有道安良除暴護西瀛」
- 前點金柱聯（八角形）：「中統四方律令森嚴施法力」、「壇分五部聲靈赫濯顯神威」
- 大門柱聯：「許地迴環佛火輝爭山伯月」、「家村坐鎮鐘聲響答水湄潮」
- 右廂門：橫批－「山明水秀成佳色」、「煙樹晴嵐湃氣呈祥生殿後」、「彩雲華蓋氤氳聳翠映門前」
- 左廂門：橫批－「風調雨順兆休徵」、「鼓雨騰雲前面靈山成錦綉」、「經霜傲雪後方寶樹喜長春」
- 龍虎堵柱聯：「真道靈通萬古神醫傳海外」、「君恩大化千秋厚德惠家民」
- 龍柱聯（圓形磨石子）：「真神施妙藥善濟人生行人錫福」、「君德叩靈丹旁通醫理保境安民」

## 圖輯

### 建築

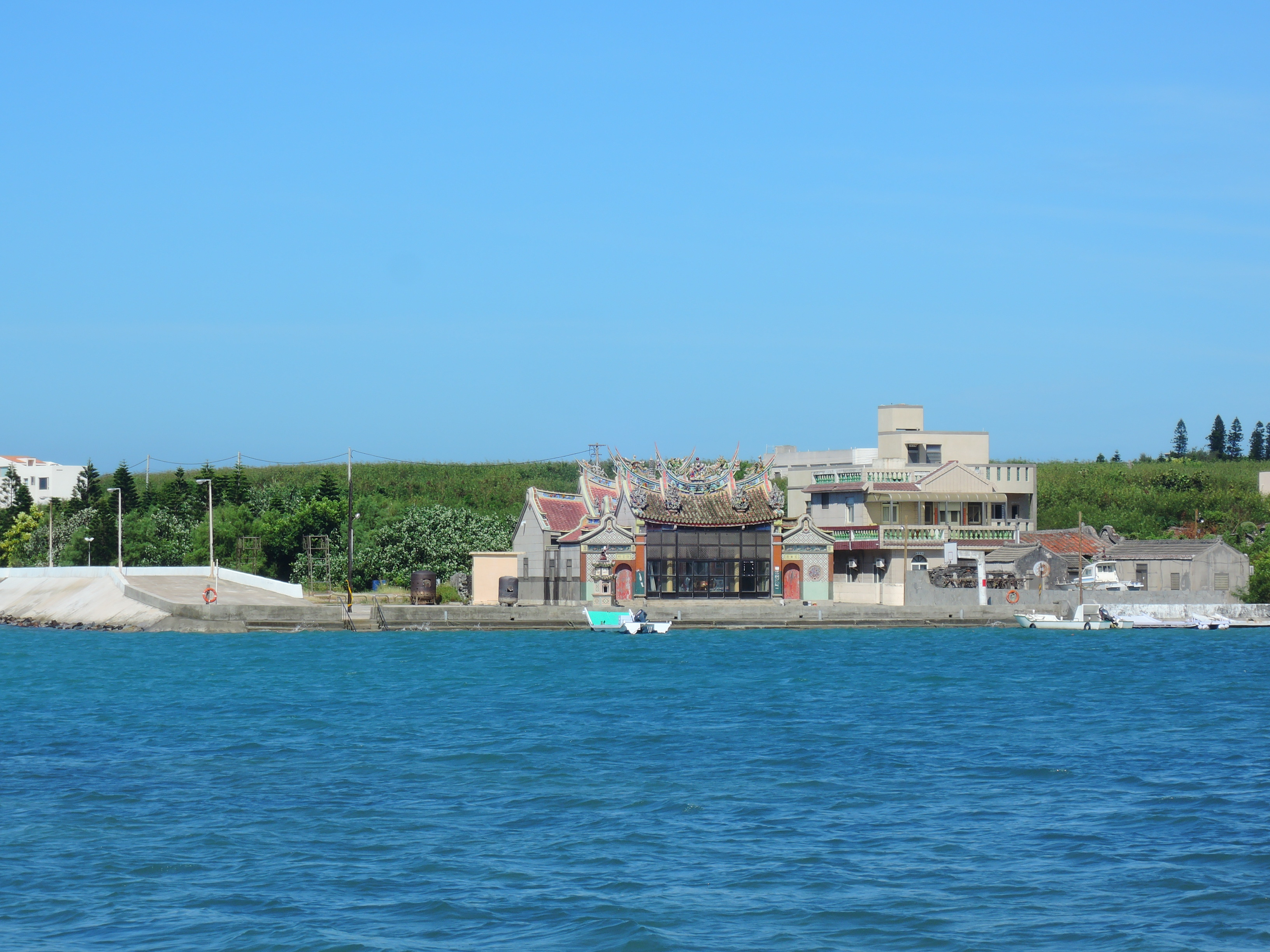
許家村廟與海堤
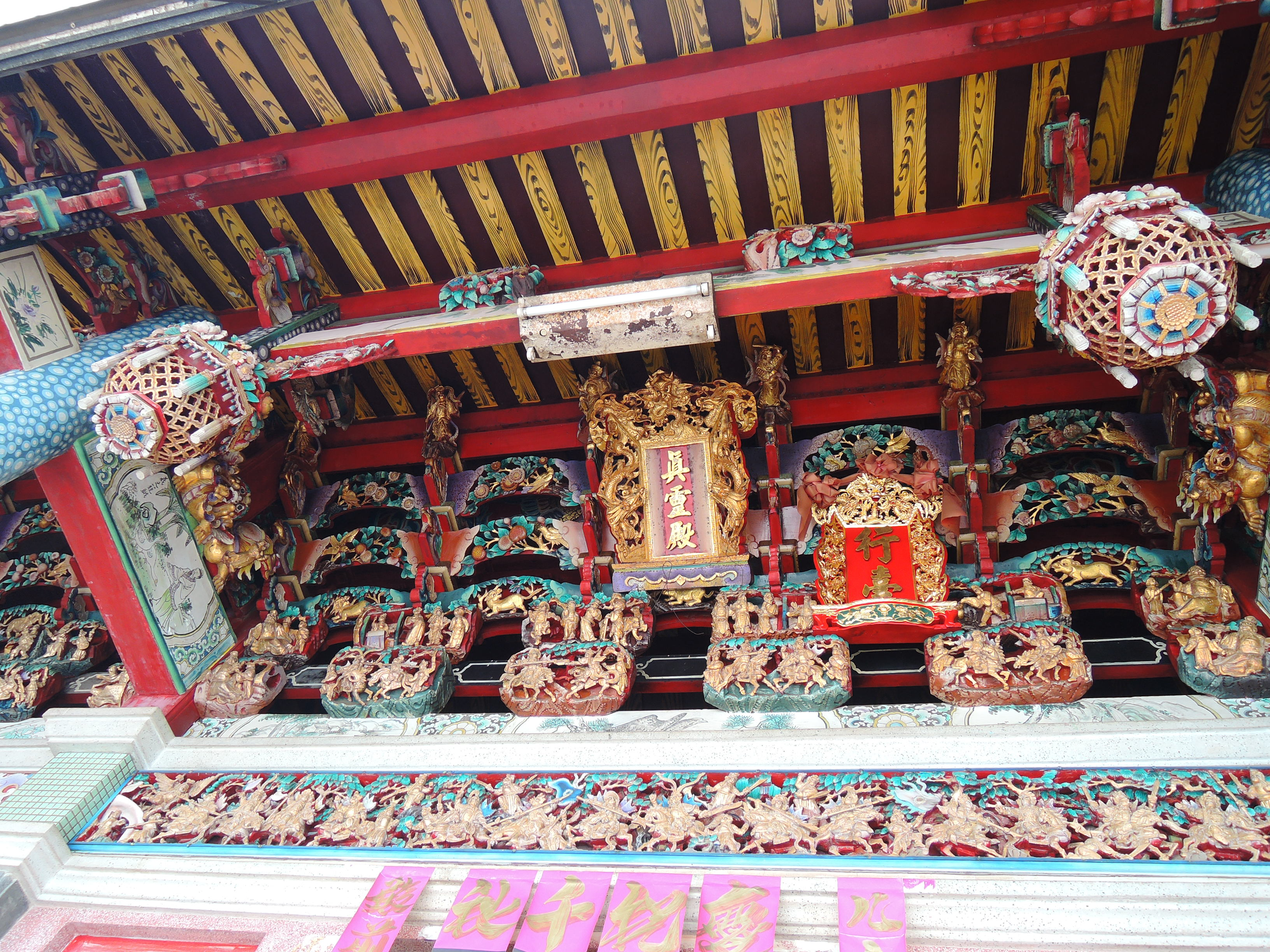
聖旨牌&垂花
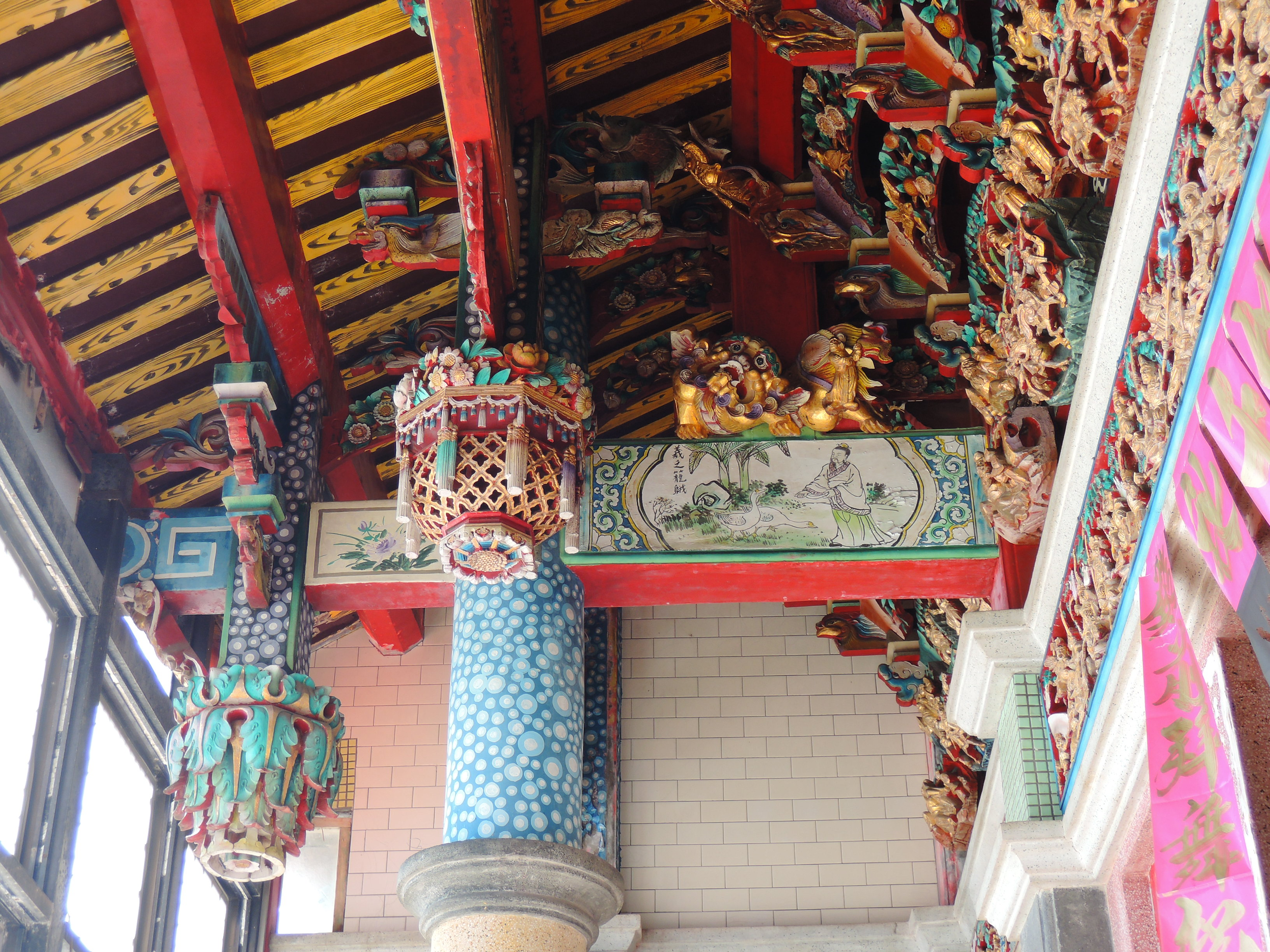
吊筒、斗栱
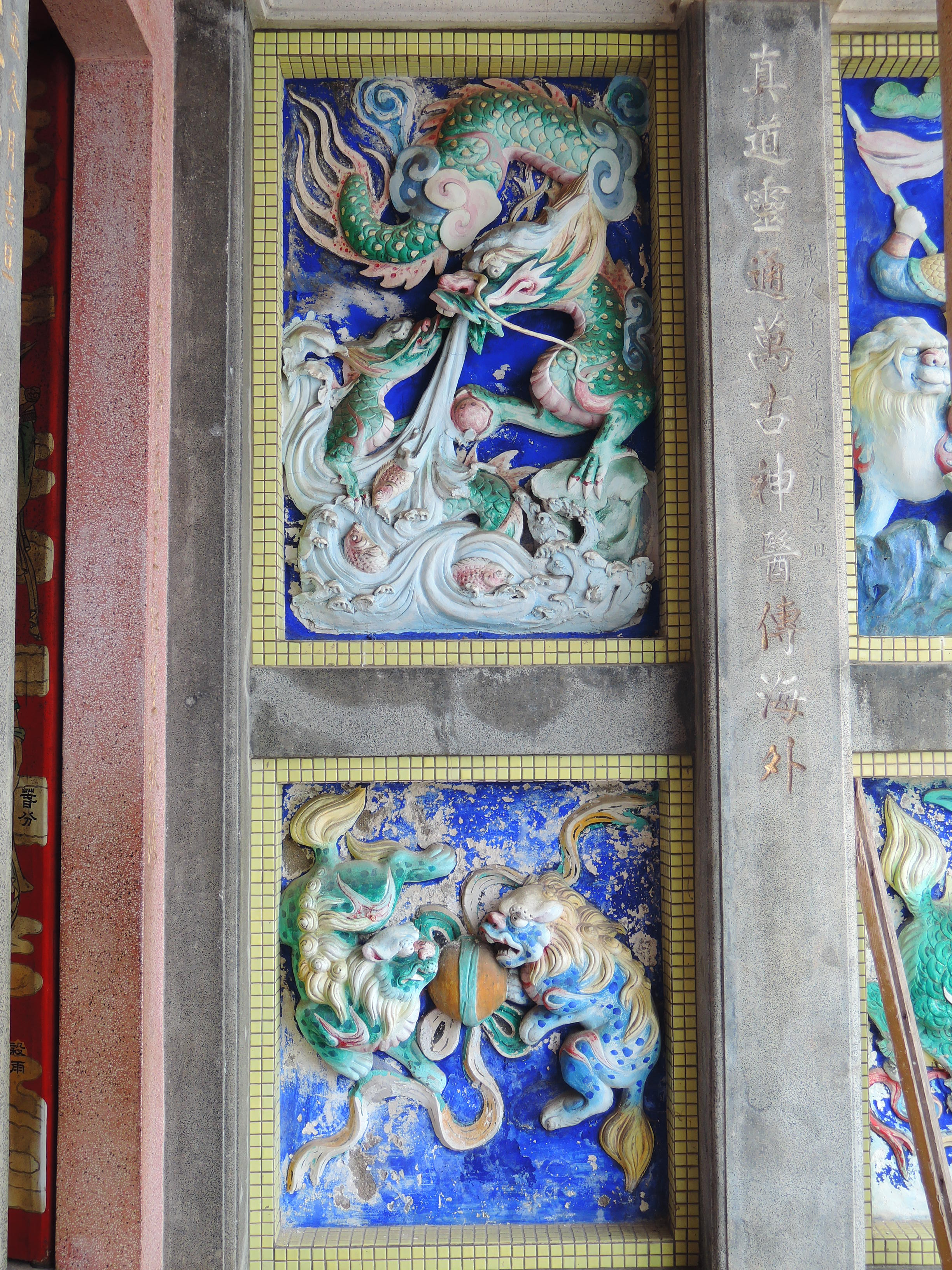
龍邊牆堵
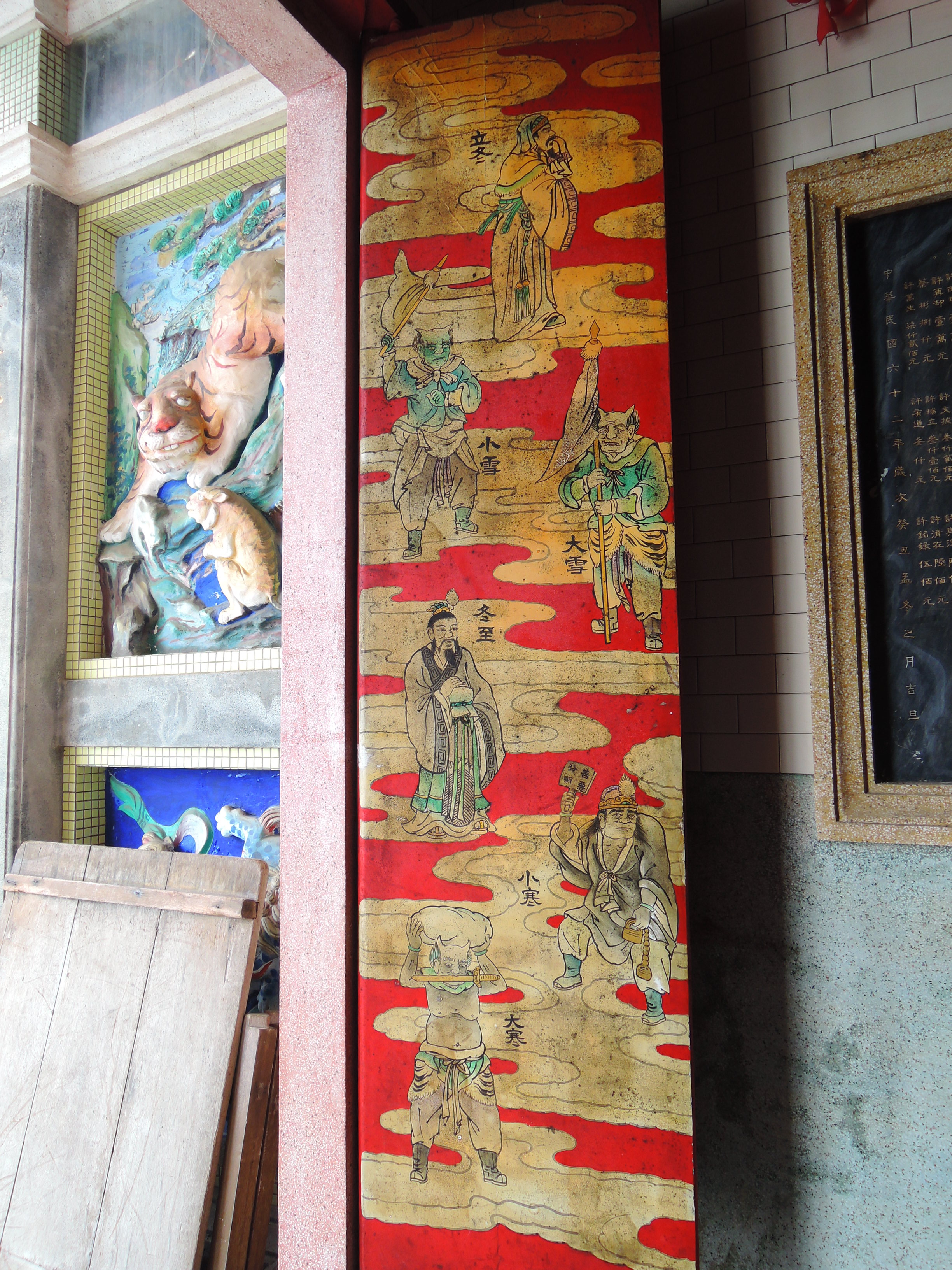
24節氣彩繪門
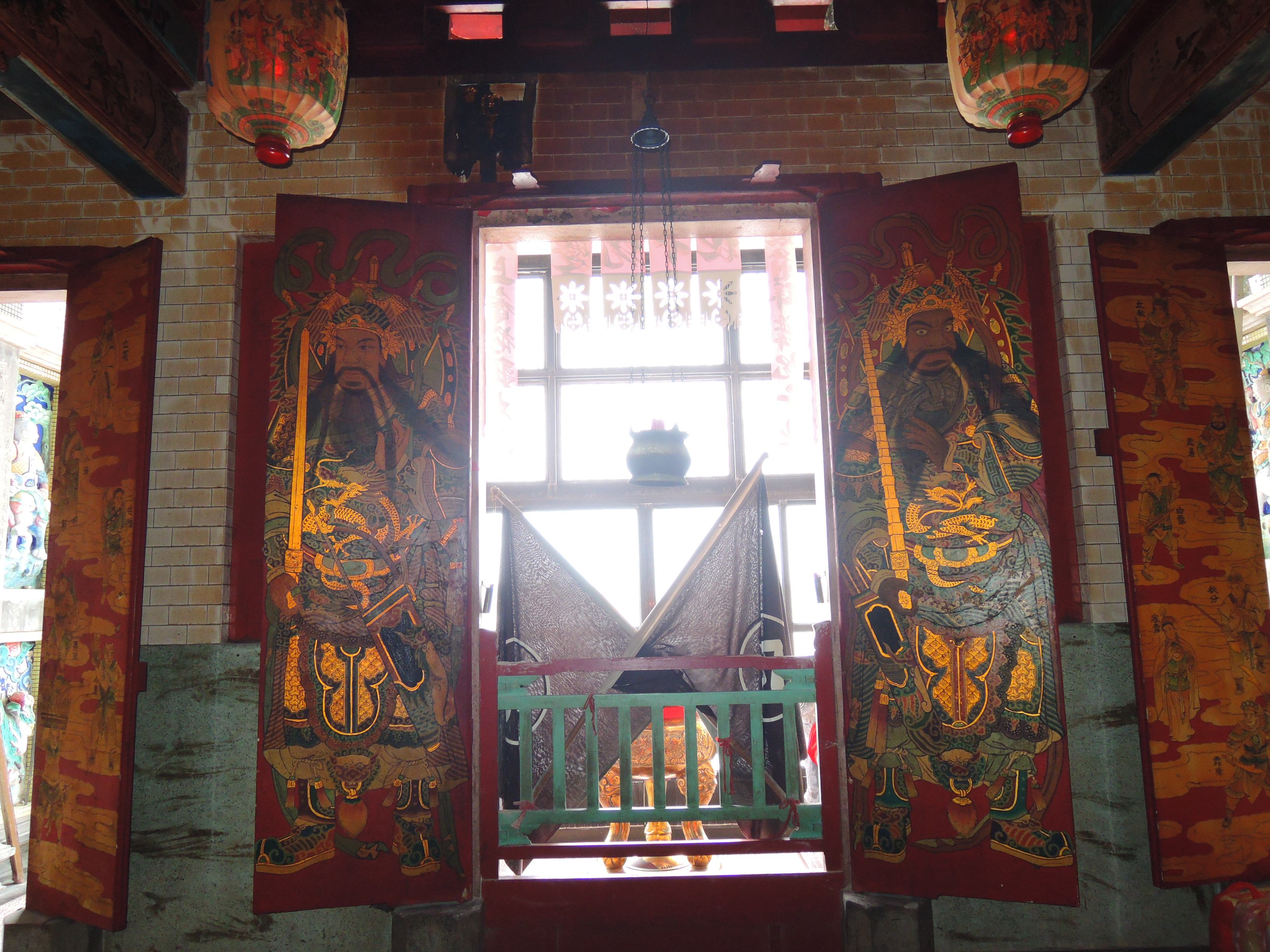
門神

### 內部

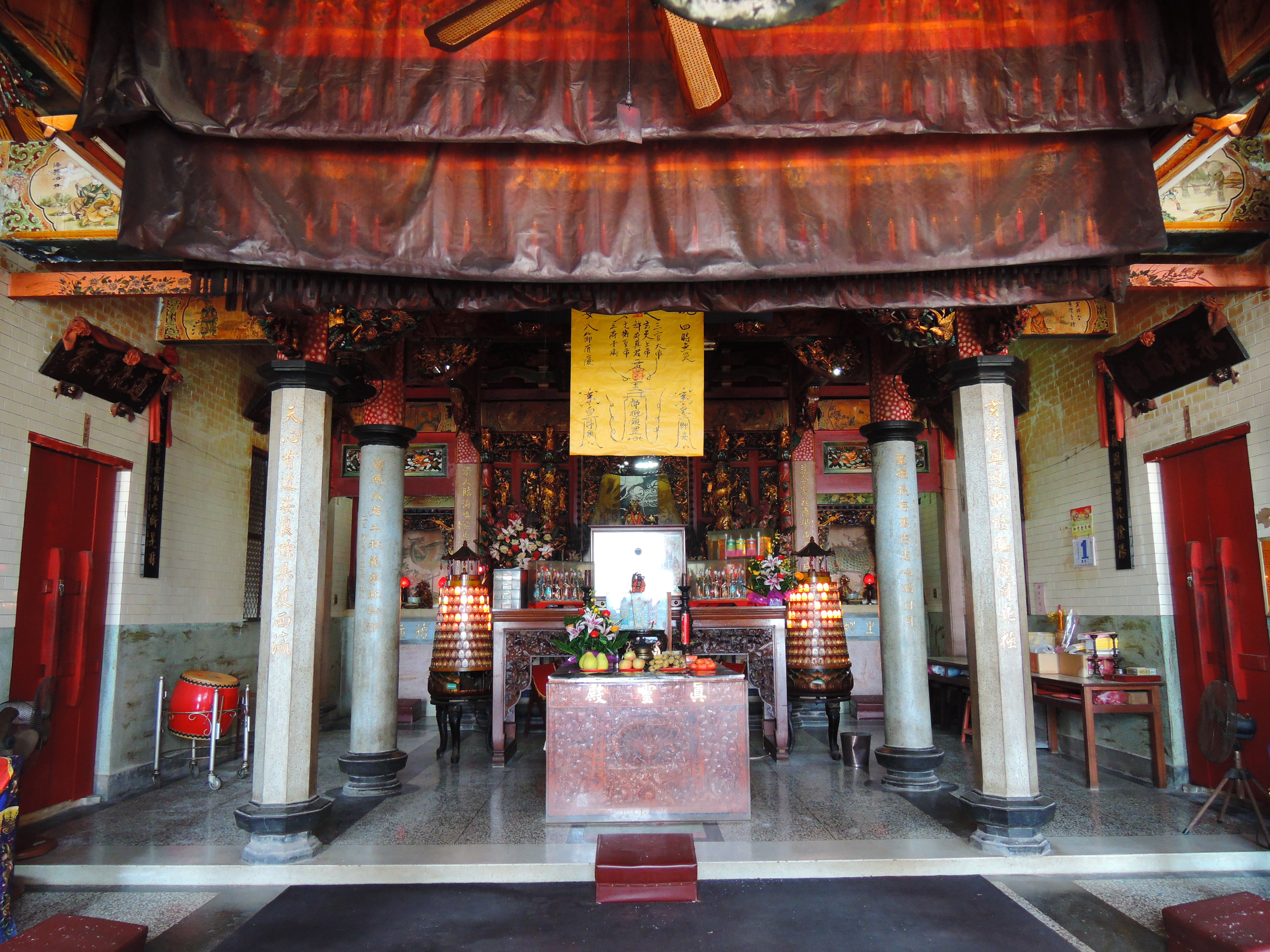
神明廳
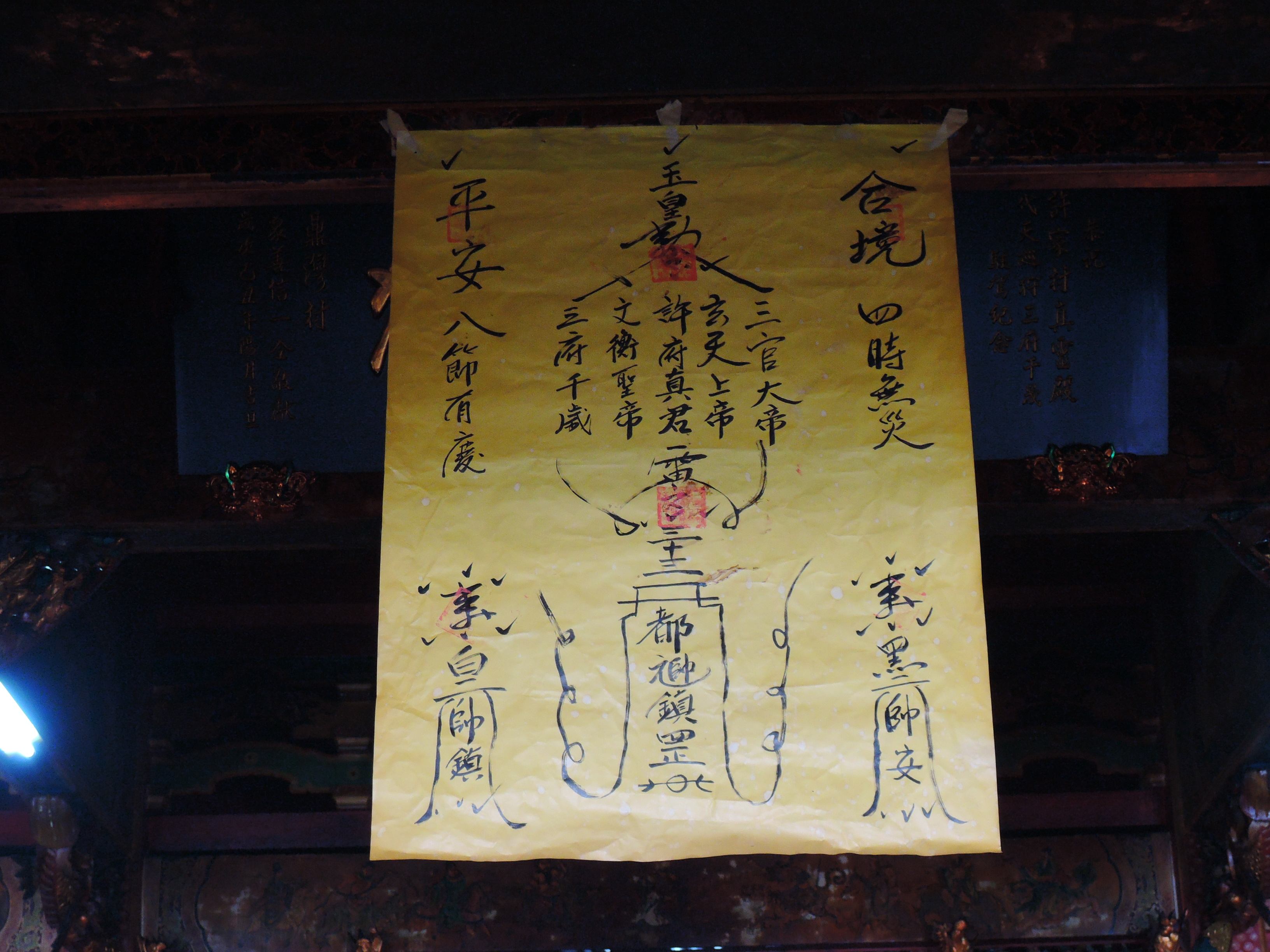
大符雷令
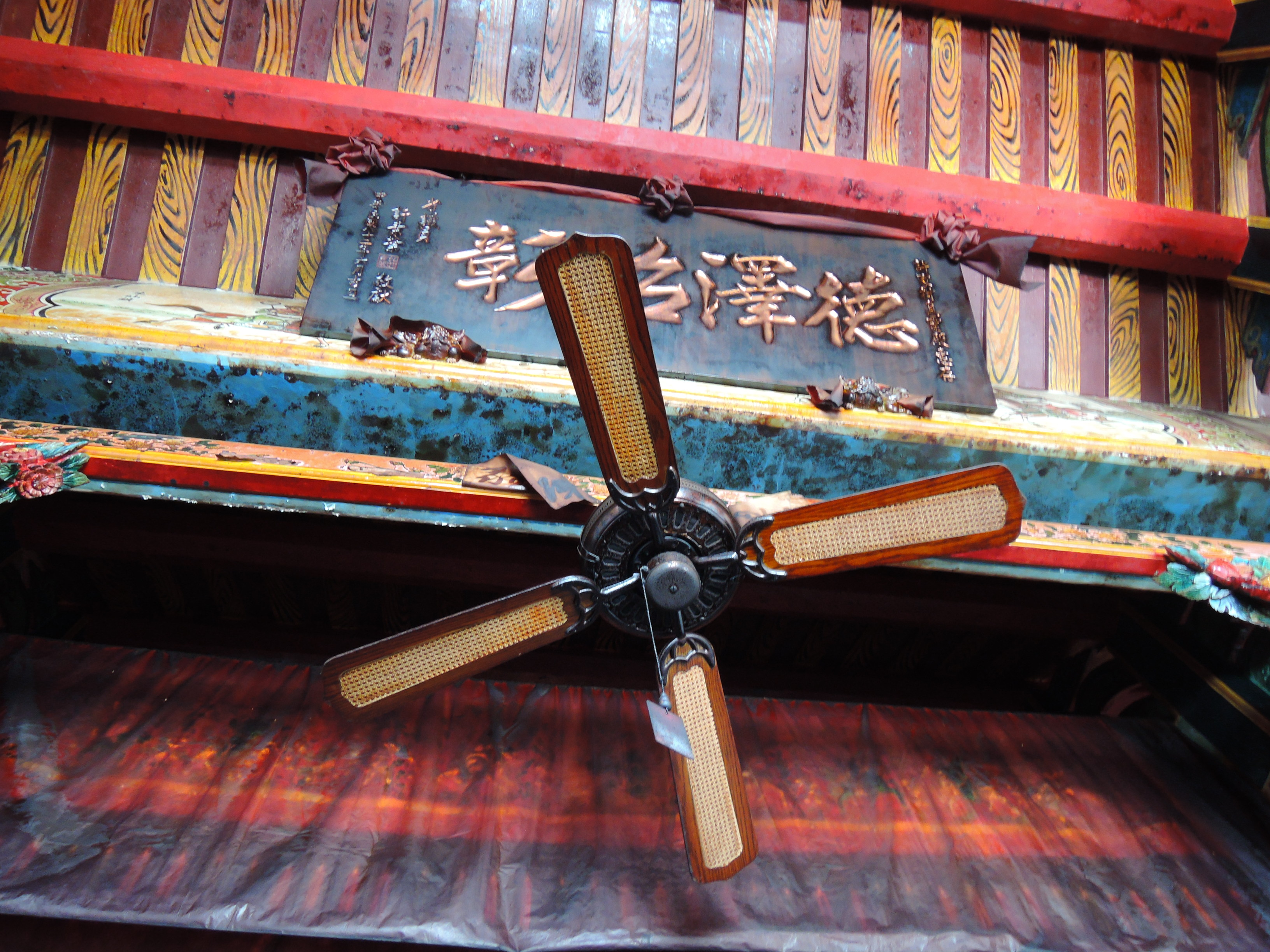
德澤昭彰匾
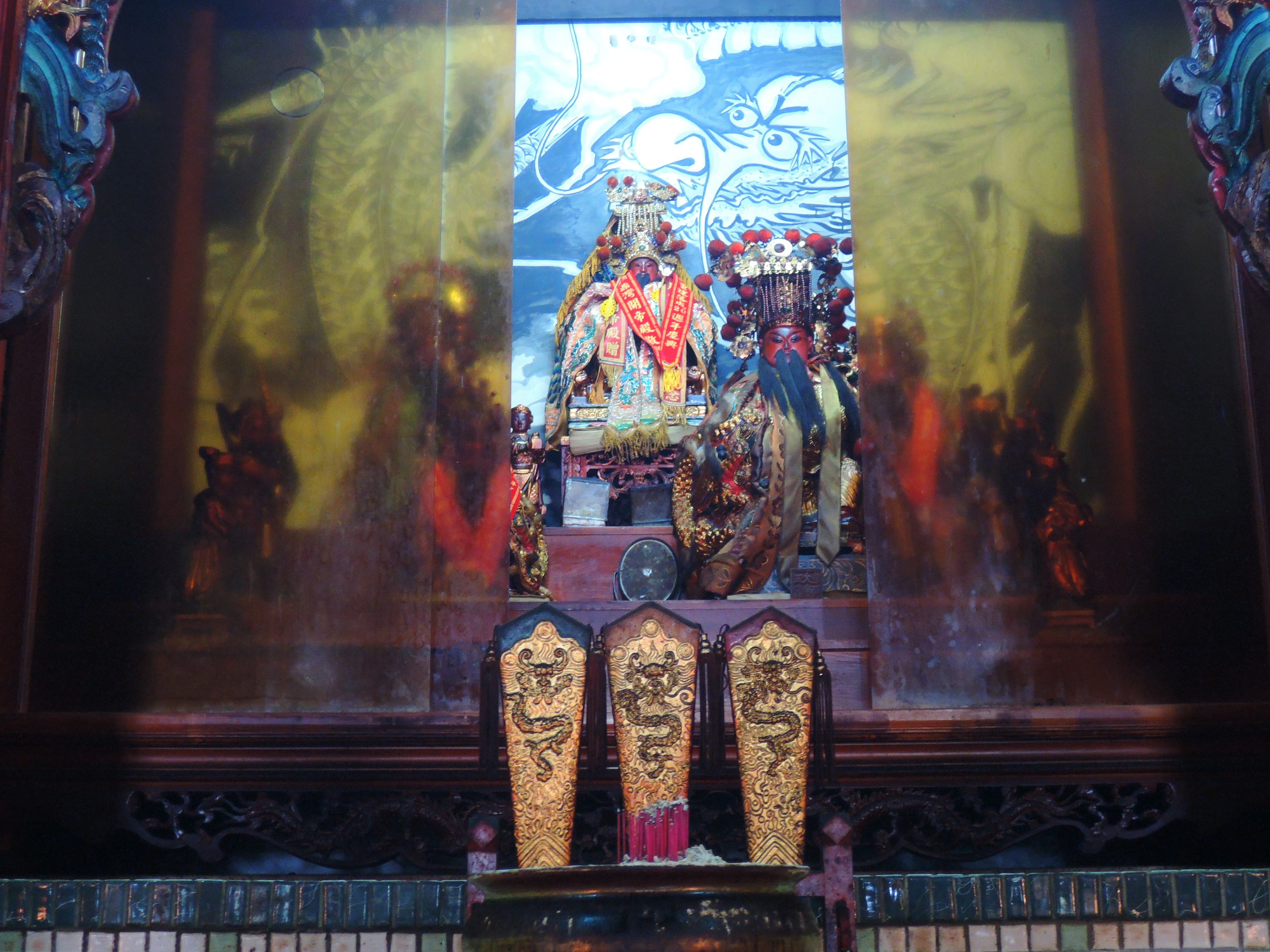
慈濟真君等諸神像
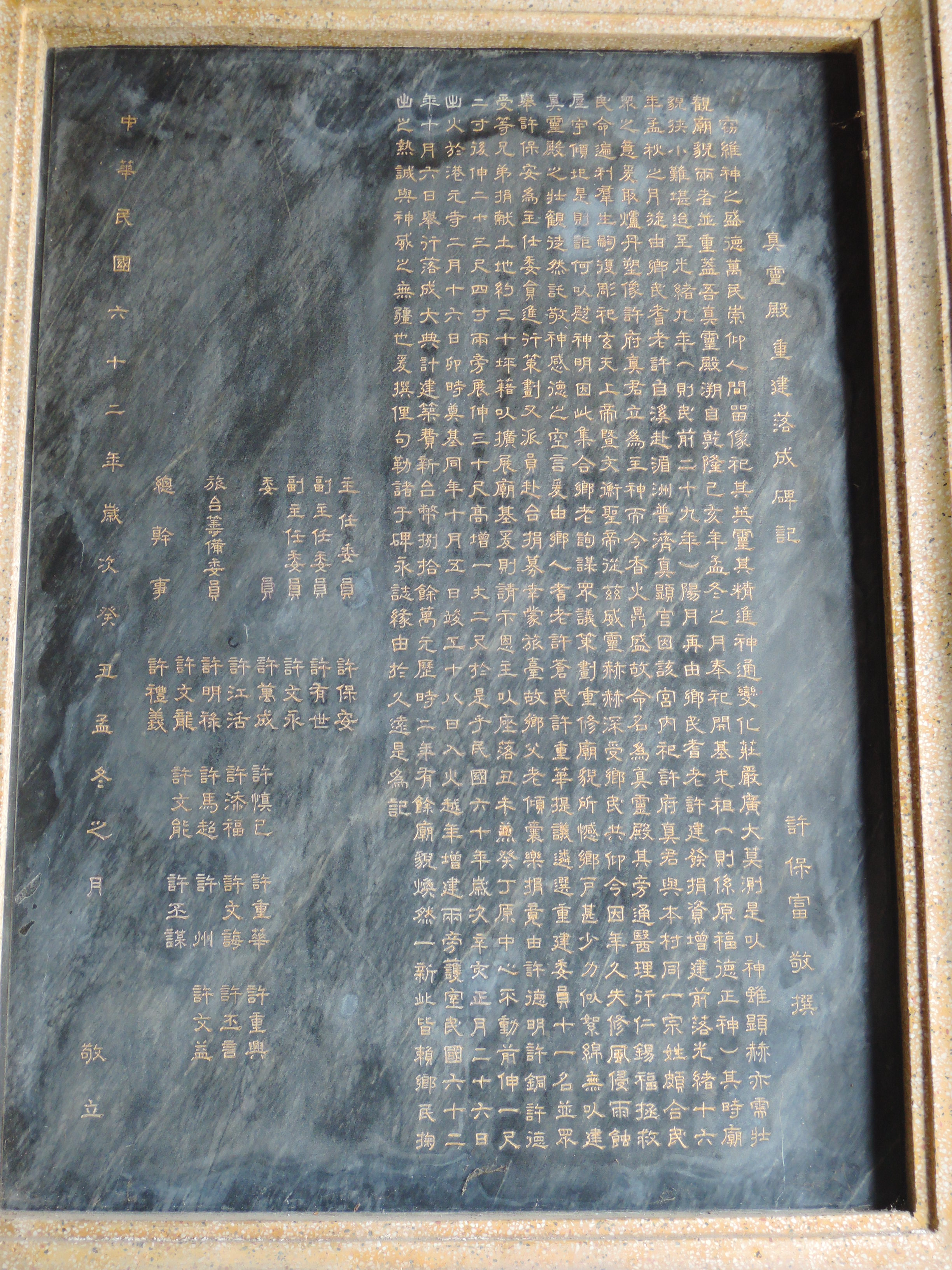
落成碑記
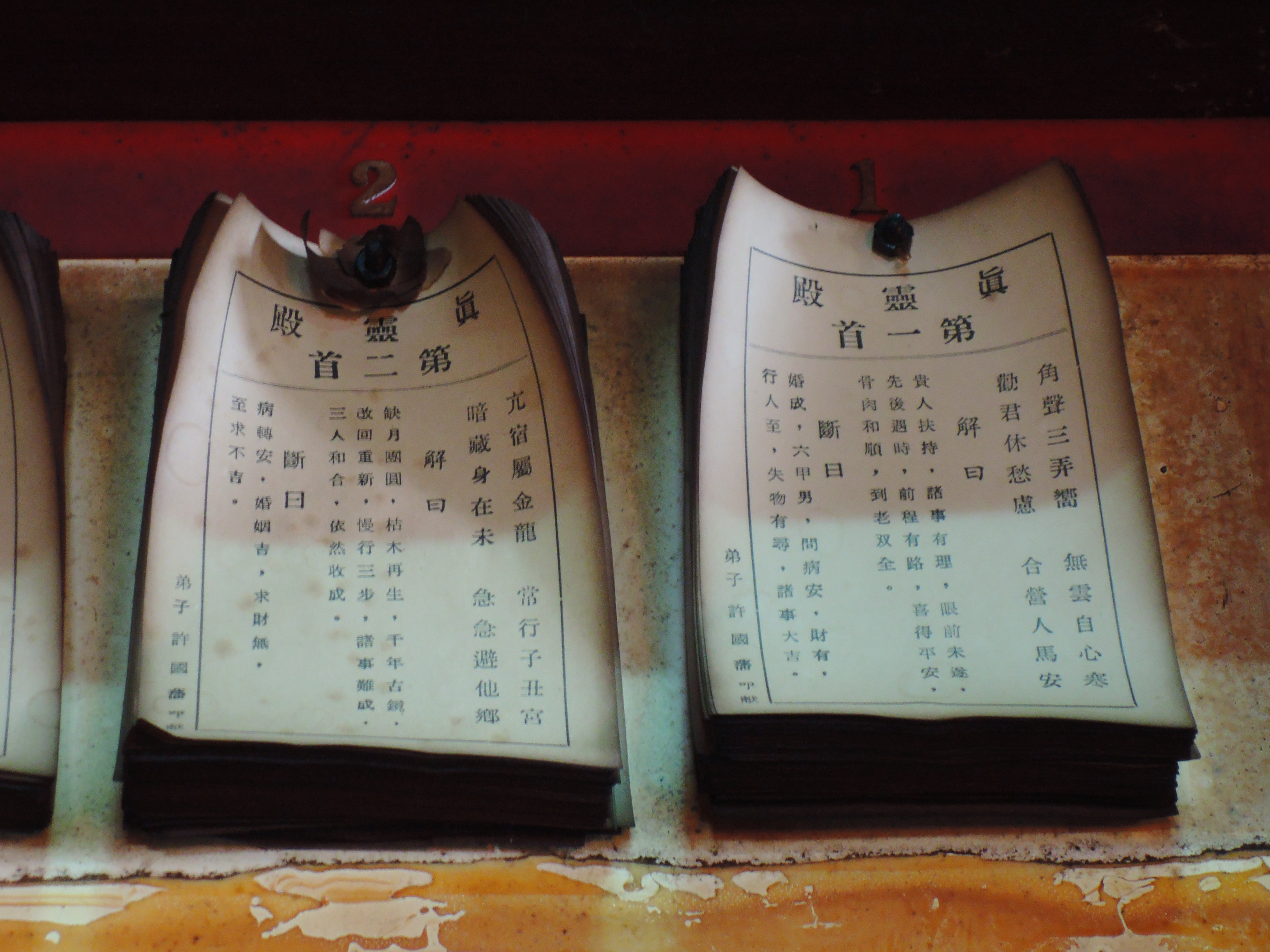
二十八星宿靈籤